# داوود موثقی
داوود موثقی (زاده ۳۰ اسفند ۱۳۲۹ در مشکین‌شهر) تهیه‌کننده، کارگردان، فیلم‌نامه‌نویس و بازیگر ایرانی است. وی فعالیت در سینما را از سال ۱۳۵۸ با فیلم قیام به عنوان بازیگر آغاز کرد.

## کارگردان
- عاشق پیشه (۱۳۹۸)
- دو عروس (۱۳۹۴)
- خواستگار محترم (۱۳۸۵)
- جدا افتاده (۱۳۸۳)
- بله‌برون (۱۳۸۲)
- دعوت به شام (۱۳۷۹)
- کلید ازدواج (۱۳۷۶)
- ضربه آخر (۱۳۷۲)

## نویسنده
- خواستگار محترم (۱۳۸۵)
- جدا افتاده (۱۳۸۳)
- دعوت به شام (۱۳۷۹)

## تهیه‌کننده
- یک اشتباه کوچولو (۱۳۸۷)
- جدا افتاده (۱۳۸۳)

## بازیگر
- پسر تهرانی (۱۳۸۷)
- دوستان (۱۳۷۸)
- کلید ازدواج (۱۳۷۶)
- سایه به سایه (۱۳۷۴)
- حمله خرچنگ‌ها (۱۳۷۱)
- خوش خیال (۱۳۷۱)
- آقای بخشدار (۱۳۷۰)
- آخرین مهلت (۱۳۶۸)
- جمیل (۱۳۶۶)
- کانی‌مانگا (۱۳۶۶)
- قصه زندگی (۱۳۶۵)
- میهمانی خصوصی (۱۳۶۵)
- مدرک جرم (۱۳۶۴)
- بازداشتگاه (۱۳۶۲)
- سردار جنگل (۱۳۶۲)
- میرزا کوچک‌خان (۱۳۶۲)
- قیام